# Niguarda

Villa Clerici, Niguarda

Niguarda (lombardisch Ninguarda [nĩˈɡwarda] oder Linguarda [lĩˈɡwarda]) ist ein Stadtteil der norditalienischen Großstadt Mailand. Er befindet sich im Norden der Stadt und gehört zum 9. Stadtbezirk.

## Geschichte
Die Ursprünge des Dorfes sind bis heute wenig bekannt: erstmals wurde Niguarda im Jahre 1346 erwähnt.
Die Gemeinde Niguarda gehörte seit dem Mittelalter zum Pfarrbezirk Bruzzano.
1808 wurde Niguarda per Napoleonischen Dekret mit vielen anderen Vororten nach Mailand eingemeindet. Mit der Wiederherstellung der Österreichischen Herrschaft wurde die Gemeinde 1816 wieder selbstständig.
1841 wurde die aufgelöste Gemeinde Bicocca nach Niguarda eingemeindet.
Bei der Gründung des Königreichs Italien (1861) zählte Niguarda 2231 Einwohner, bis 1921 wurden es 7676.
Per Dekret vom 2. September 1923 der neugewählten faschistischen Regierung wurde Niguarda mit weiteren zehn Gemeinden der Stadt Mailand angeschlossen.